# Gamma Pyxidis
Désignations
Gamma Pyxidis (γ Pyxidis, γ Pyx) est une étoile géante de la constellation de la Boussole. Elle est visible à l'œil nu avec une magnitude apparente de 4,02.

## Environnement stellaire
Gamma Pyxidis présente une parallaxe annuelle de 15,73 ± 0,17 mas telle que mesurée par le satellite Hipparcos, ce qui permet d'en déduire qu'elle est distante de 207 ± 2 a.l. (∼ 63,5 pc) de la Terre.
Elle s'éloigne actuellement du Système solaire à une vitesse radiale héliocentrique de +24,5 km/s. Elle était passée au plus près il y a environ 518 000 ans et sa distance était alors d'environ 56,7 pc (∼185 al). Son orbite galactique projetée l'emmène entre environ 6 535 pc (∼21 300 al) et environ 9 426 pc (∼30 700 al)  du centre de la Galaxie.

## Propriétés
Gamma Pyxidis est une géante rouge de type spectral K2,5III. La composition de son atmosphère est similaire à celle du Soleil, présentant une abondance en fer dans son spectre à peu près identique. Sa masse est 1,64 fois plus grande que celle du Soleil et elle est âgée d'environ 2,7 milliards d'années. L'étoile est 155 fois plus lumineuse que le Soleil et sa température de surface est de 4 322 K.

## Nom traditionnel
En chinois, 天狗 (Tiān Gǒu), signifiant Chien céleste, fait référence à un astérisme constitué de γ Pyxidis, e Velorum, f Velorum, β Pyxidis, α Pyxidis et δ Pyxidis. Par conséquent, γ Pyxidis elle-même est appelée 天狗六 (Tiān Gǒu liù, la sixième [étoile] du Chien céleste).